# Campionat d'Europa d'atletisme en pista coberta de 1974
El Campionat d'Europa d'atletisme en pista coberta de 1974 fou la cinquena edició del Campionat d'Europa d'atletisme en pista coberta. La competició es digué a terme a la ciutat de Göteborg (Suècia) entre els dies 9 i 10 de març de 1974 sota l'organització de l'Associació Europea d'Atletisme (AEA) i la Federació Sueca d'atletisme.
La competició es dugué a terme al complex Scandinavium de la ciutat de Göteborg amb un pista de 196 metres de llarg.

## Participants
Hi participaren un total de 262 atletes de 25 nacions diferents:
- Àustria (2)
- Bèlgica (6)
- Bulgària (11)
- Dinamarca (5)
- Espanya (7)
- Finlàndia (6)
- França (20)
- Grècia (7)
- Hongria (7)
- Islàndia (1)
- Irlanda (1)
- Itàlia (11)
- Iugoslàvia (2)
- Luxemburg (1)
- Noruega (6)
- Països Baixos (8)
- Polònia (21)
- Regne Unit (10)
- RDA (28)
- RFA (21)
- Romania (10)
- Suècia (23)
- Suïssa (3)
- Txecoslovàquia (15)
- Unió Soviètica (31)

## Resutats

### Categoria masculina
| Event                        | Or                                                                      | Or      | Plata                                                                      | Plata   | Bronze                        | Bronze                        |
| 60 metres llisos detalls     | Valeri Borzov (URS)                                                     | 6.58    | Manfred Kokot (GDR)                                                        | 6.63    | Aleksandr Kornelyuk (URS)     | 6.66                          |
| 400 metres llisos detalls    | Fons Brijdenbach (BEL)                                                  | 46.60   | Andreas Scheibe (GDR)                                                      | 46.80   | Günter Arnold (GDR)           | 46.94                         |
| 800 metres llisos detalls    | Luciano Sušanj (YUG)                                                    | 1:48.07 | András Zsinka (HUN)                                                        | 1:48.50 | Jozef Plachý (TCH)            | 1:49.49                       |
| 1500 metres llisos detalls   | Henryk Szordykowski (POL)                                               | 3:41.78 | Thomas Wessinghage (FRG)                                                   | 3:42.02 | Włodzimierz Staszak (POL)     | 3:43.48                       |
| 3000 metres llisos detalls   | Emiel Puttemans (BEL)                                                   | 7:48.48 | Paul Thijs (BEL)                                                           | 7:51.76 | Pavel Pěnkava (TCH)           | 7:51.79                       |
| 60 metres tanques detalls    | Anatoliy Moshiashvili (URS)                                             | 7.66    | Mirosław Wodzyński (POL)                                                   | 7.68    | Frank Siebeck (GDR)           | 7.75                          |
| relleus 4x392 metres detalls | SuèciaMichael Fredriksson · Gert Möller · Anders Faager · Dimitre Grama | 3:04.55 | FrançaPierre Bonvin · Patrick Salvador · Roger Vélazquez · Lionel Malingre | 3:05.46 | Només participaren dos equips | Només participaren dos equips |
| Salt d'alçada detalls        | Kęstutis Šapka (URS)                                                    | 2.22    | István Major (HUN)                                                         | 2.20    | Vladimír Malý (TCH)           | 2.17                          |
| Salt amb perxa detalls       | Tadeusz Ślusarski (POL)                                                 | 5.35    | Antti Kalliomäki (FIN)                                                     | 5.30    | Jānis Lauris (URS)            | 5.30                          |
| Salt de llargada detalls     | Jean-François Bonhème (FRA)                                             | 8.17    | Hans Baumgartner (FRG)                                                     | 8.10    | Max Klauss (GDR)              | 8.03                          |
| Triple salt detalls          | Michał Joachimowski (POL)                                               | 17.03   | Mikhail Bariban (URS)                                                      | 16.88   | Bernard Lamitié (FRA)         | 16.56                         |
| Llançament de pes detalls    | Geoff Capes (GBR)                                                       | 20.95   | Heinz-Joachim Rothenburg (GDR)                                             | 20.87   | Jaroslav Brabec (TCH)         | 19.87                         |

### Categoria femenina
| Event                        | Or                                                                              | Or      | Plata                                                                          | Plata   | Bronze                        | Bronze                        |
| 60 metres llisos detalls     | Renate Stecher (GDR)                                                            | 7.16    | Andrea Lynch (GBR)                                                             | 7.17    | Irena Szewińska (POL)         | 7.20                          |
| 400 metres llisos detalls    | Jelica Pavličić (YUG)                                                           | 52.64   | Nadezhda Ilyina (URS)                                                          | 52.81   | Waltraud Dietsch (GDR)        | 52.84                         |
| 800 metres llisos detalls    | Elżbieta Katolik (POL)                                                          | 2:02.38 | Gisela Ellenberger (FRG)                                                       | 2:02.54 | Gunhild Hoffmeister (GDR)     | 2:02.59                       |
| 1500 metres llisos detalls   | Tonka Petrova (BUL)                                                             | 4:10.97 | Karin Krebs (GDR)                                                              | 4:11.33 | Tamara Kazachkova (URS)       | 4:14.45                       |
| 60 metres tanques detalls    | Annerose Fiedler (GDR)                                                          | 8.08    | Grażyna Rabsztyn (POL)                                                         | 8.08    | Meta Antenen (SUI)            | 8.19                          |
| relleus 4x392 metres detalls | SuèciaAnn-Charlotte Hesse · Lena Fritzson · Ann-Margret Utterberg · Ann Larsson | 3:38.15 | BulgàriaLilyana Tomova · Sonya Zachariyeva · Yordanka Filipova · Tonka Petrova | 3:39.21 | Només participaren dos equips | Només participaren dos equips |
| Salt d'alçada detalls        | Rosemarie Witschas (GDR)                                                        | 1.90    | Milada Karbanová (TCH)                                                         | 1.88    | Rita Kirst (GDR)              | 1.88                          |
| Salt de llargada detalls     | Meta Antenen (SUI)                                                              | 6.69    | Angela Schmalfeld (GDR)                                                        | 6.56    | Valeria Ștefănescu (ROM)      | 6.39                          |
| Llançament de pes detalls    | Helena Fibingerová (TCH)                                                        | 20.75   | Nadejda Txijova (URS)                                                          | 20.62   | Marianne Adam (GDR)           | 19.70                         |

## Medaller
| Núm. | País           | Or | Argent | Bronze | Total |
| ---- | -------------- | -- | ------ | ------ | ----- |
| 1    | Polònia        | 4  | 2      | 2      | 8     |
| 2    | RDA            | 3  | 5      | 7      | 15    |
| 3    | Unió Soviètica | 3  | 3      | 3      | 9     |
| 4    | Bèlgica        | 2  | 1      | 0      | 3     |
| 5    | Iugoslàvia     | 2  | 0      | 0      | 2     |
| 5    | Suècia         | 2  | 0      | 0      | 2     |
| 7    | Txecoslovàquia | 1  | 1      | 4      | 6     |
| 8    | França         | 1  | 1      | 1      | 3     |
| 9    | Bulgària       | 1  | 1      | 0      | 2     |
| 9    | Regne Unit     | 1  | 1      | 0      | 2     |
| 11   | Suïssa         | 1  | 0      | 1      | 2     |
| 12   | RFA            | 0  | 3      | 0      | 3     |
| 13   | Hongria        | 0  | 2      | 0      | 2     |
| 14   | Finlàndia      | 0  | 1      | 0      | 1     |
| 15   | Romania        | 0  | 0      | 1      | 1     |
|      | TOTAL          | 21 | 21     | 19     | 61    |